# 铁拳5
《铁拳5》是一款由南梦宫公司制作的格斗类游戏。本游戏先于2004年11月在街机上发行。之后于2005年2月在PlayStation 2上发行。
本游戏为铁拳系列主系列第6作。游戏移除了《铁拳4》的一些新玩法。
Game Rankings给与本游戏89.2%的分数。